# Beris subsituta
Beris subsituta är en tvåvingeart som beskrevs av Walker 1854. Beris subsituta ingår i släktet Beris och familjen vapenflugor. Inga underarter finns listade i Catalogue of Life.